# 톰 프라이스 (자동차 경주 선수)

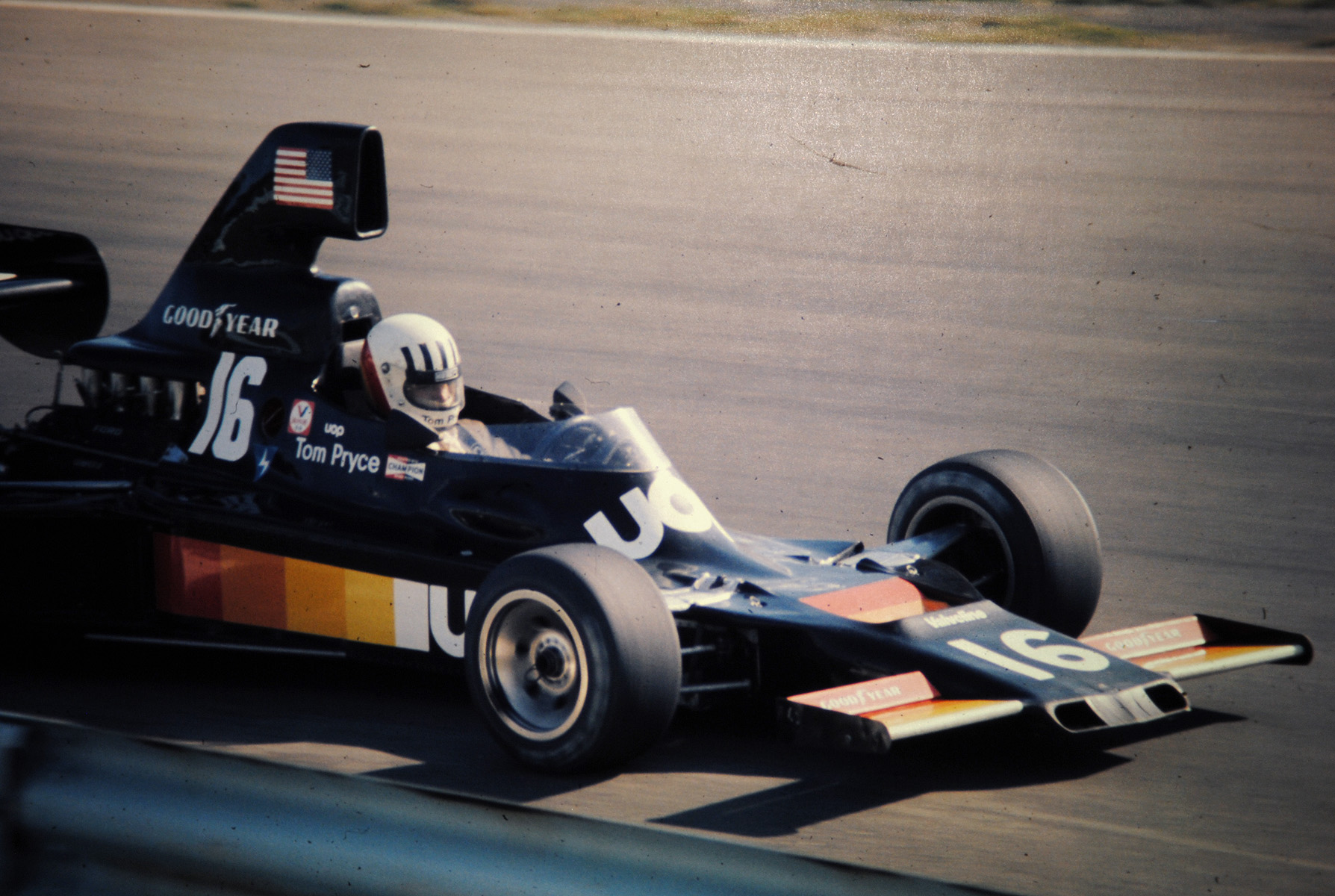

토머스 몰드윈 프라이스(Thomas Maldwyn Pryce, 1949년 6월 11일 ~ 1977년 3월 5일)는 영국 웨일스의 자동차 경주 선수이다.
1975년 비챔피언십 포뮬러 원 경주인 브랜드 해치 레이스 오브 챔피언스에서 우승하고 그의 죽음을 둘러싼 상황으로 알려진 웨일스 출신의 영국 레이싱 드라이버였다. 프라이스는 포뮬러 원 레이스에서 우승한 유일한 웨일스인 드라이버이자 포뮬러 원 월드 챔피언십 그랑프리(1975년 브리티시 그랑프리 2바퀴)를 이끈 유일한 웨일스인이기도 하다.
프라이스는 소규모 토큰 팀과 함께 포뮬러 원에서 경력을 시작했으며 1974 벨기에 그랑프리에서 유일한 출발을 했다. 1974년 모나코 그랑프리의 포뮬러 3 지원 레이스에서 우승한 직후 프라이스는 섀도 팀에 합류하여 독일에서 네 번째 레이스에서만 첫 득점을 기록했다. 프라이스는 나중에 1975년 오스트리아에서 첫 번째로, 1년 후 브라질에서 두 번째로 두 번의 포디움 피니시를 차지했다. 프라이스는 그의 팀과 대부분의 동시대 사람들에게 훌륭한 습한 날씨 드라이버로 간주되었다.
1974년부터 1977년까지 섀도 팀과 함께한 4시즌 동안 프라이스는 잠재적인 미래 레이스 우승자이자 미래의 세계 챔피언으로 확인되었다. 차는 종종 신뢰할 수 없었고 요점에 있는 경우는 거의 없었지만 때때로 헤드라인을 장식할 만큼 충분히 빨랐다.
습한 환경에서 달리는 1977년 남아프리카 그랑프리 연습 세션에서 프라이스는 세계 챔피언 드라이버인 니키 라우다와 제임스 헌트를 포함한 모든 사람보다 빨랐다. 경주 중에 그는 안전 요원 프레데릭 얀센 반 부렌과 고속으로 충돌하여 두 사람 모두 사망했다. 프라이스의 기념비는 2009년 그의 고향인 루틴에서 공개되었다.